# Radwandern

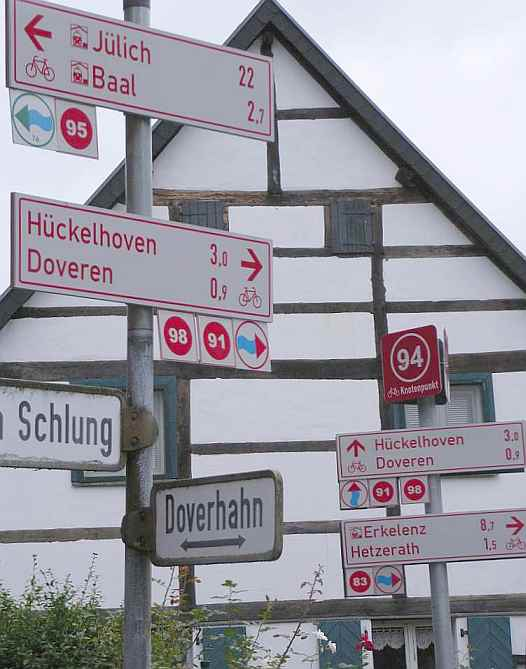
Fahrradwegbeschilderung mit typischen Radwanderrouten im Kreis Heinsberg

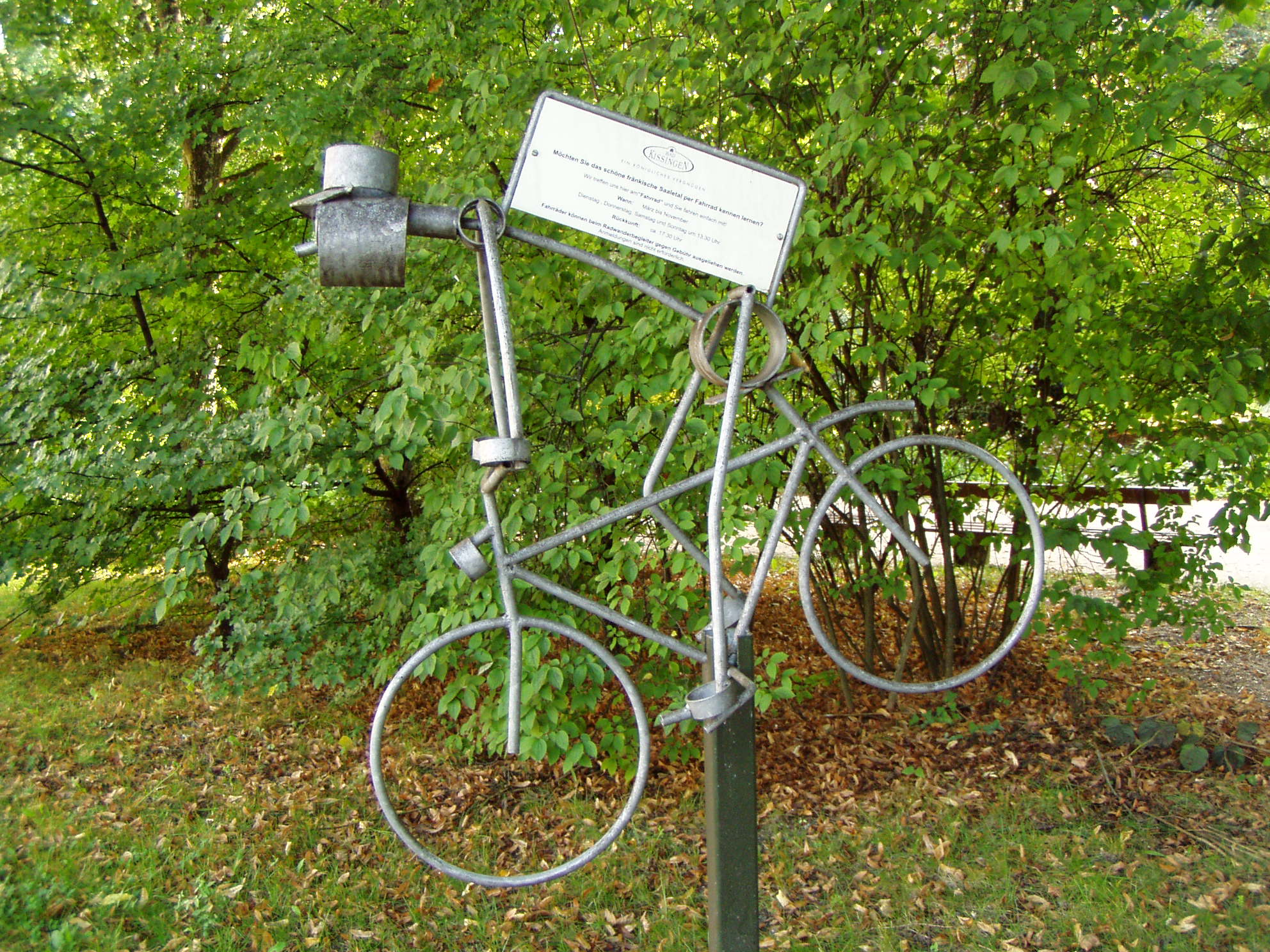
Radlertreffpunkt in Bad Kissingen

Radwandern ist eine Form des Fahrradfahrens, die in der Freizeit ausgeübt wird. Beim Radwandern steht das bewusste Erleben der Landschaft und des Fortbewegens im Mittelpunkt, im Gegensatz zur Fahrradtour, wo das Erreichen eines Zielortes der Schwerpunkt ist, oder zum Radsport, wo das Zurücklegen einer bestimmten Strecke, oft auch in möglichst kurzer Zeit, der Zweck der Unternehmung ist.
Fahrradtourismus gilt als sanfter Tourismus, der die Umwelt schont und die Gesundheit fördert. Es kann einer Region erhebliche Einnahmen bescheren. Deswegen wurden in vielen Regionen touristische Radwanderwege ausgewiesen bzw. geschaffen; vielerorts wurden Lücken im Radwege-Netz geschlossen.
Auch wurden Radverkehrsnetzwerke geschaffen; diese sind Netzwerke von Wegen (zum Beispiel Wirtschaftswegen und Fahrradwegen) und Straßen, die für die Befahrung von Fahrrädern vorgesehen sind.
In Deutschland gibt es aktuell über 200 verschiedene Fernradwege, die auch gerne als Teilstrecken für gezielte Radwander-Touren gewählt werden (Stand Januar 2018). Da der Trend des Radwanderns weiter zunimmt, steigt auch stetig die Anzahl neuer Radwanderwege.
Als Orientierungshilfe werden häufig Radwanderkarten angeboten.